# 전숙경
전숙경(全淑京, 1974년 1월 31일 ~ )은 대한민국의 여성 성우이다. 2000년 ~ 2001년까지는 온미디어 4기 공채 성우로 입사하여 활동하였다가 2002년에 KBS 29기 공채 성우로 재입사하였다.

## 약력
- 서울 시내버스 안내방송

```
이번 정류소는, ○○○입니다. 다음 정류소는, ○○○입니다. (지하철 ○,○호선을 이용하실 승객께서는, 이번 정류소에서 하차하여주시기 바랍니다.)
[
1
]
```

## 개요
- 원래 CJ E&M 성우극회 4기 공채였으나, 2002년 KBS 성우극회 29기 성우로 재입사했다.
- 경북대학교 재학시절 방송반 아나운서를 하면서 표준어를 연습했으며, 1999년 경북대 졸업 후 서울에서 음성 녹음 아르바이트를 하다가 서울시내버스 안내방송을 담당하는 양진텔레콤의 오디션에 합격하면서 서울시내버스 안내방송을 녹음하게 되었다.[2] 이후 KBS 프로그램인 VJ클럽의 나레이션과 서울특별시, 대전광역시, 인천광역시 등의 시내버스 안내방송을 담당하고 있다.

## 출연 작품
굵은 글씨는 메인 캐릭터.

### TV 애니메이션
- 포텐독 (EBS) - 정원석
- AIR (애니맥스) - 키리시마 히지리
- NHK에 어서오세요 (애니맥스) - 카시와 히토미, 사토 타츠히로의 어머니, 레이, 미도리카와 나나코의 친구, 마우스, 식당 아주머니
- 갓슈벨Final (애니원, 챔프TV) - 파피프리오
- 극상학생회 (애니원, 챔프TV) - 긴가 쿠온
- 그 남자! 그 여자! (투니버스) - 정미향 (채은서 母)
- 꼬꼬마 꿈동산 (KBS) - 메카페카
- 꼬마과학자 시드 (KBS) - 수지
- 다!다!다! (투니버스) - 미래
- 꾸러기 닌자 토리 2 - 달래
- 네기마!? (애니맥스) - 네카네, 아야카
- 던전 앤 파이터 (애니원, 챔프TV) - 익시아
- 라라의 스타일기 (KBS) - 리나, 송채린
- 로봇보이 (카툰 네트워크) - 로봇보이
- 레인보우 버블젬 (EBS) - 스팅스, 블랙 다이아
- 마법소녀 위치 2기 (애니원, 챔프TV) - 알린
- 명탐정 코난 (투니버스) - 천동미
- 메타제트 (KBS) - 플라이걸
- 사투리쇼 얼룩말 (KNN)
- 스쿨럼블 (애니원, 챔프TV) - 오사카베 이토코, 라라 곤잘레스, 미하라 코즈에
  - 스쿨럼블 OVA 1학기 보충수업 (애니원, 챔프TV) - 오사카베 이토코, 라라 곤잘레스
- 유희왕 듀얼몬스터즈(챔프TV) - 메이 발렌타인, 다이나소 용만
- 유희왕 5D's(챔프) - 셰리
- 썬더일레븐 (재능TV)- 강수호
- 애니 프란체스카 (SBS) - 엘리자베스
- 에일리언9 (애니맥스) - 카와무라 코미
- 엘리먼트 헌터 (KBS)
- 헬로 카봇 젬 (SBS) - 패트로밤밤
- 유후와 친구들(KBS) - 유후
- 쥬로링 동물탐정 (KBS) - 미사
- 쥬얼펫 - 토르, 민호림
- 클램프 학원 탐정단 (투니버스) - 서하늘
- 택틱스 (애니맥스) - 스자쿠인 쿄코
- 파워퀀텀맨 (KBS)
- 판도라 하츠 (애니박스) - 오즈 베델리우스
- 퍼피 구조대 - 쥬마
- 페콜라 (MBC) - 포스비
- 피치피치핏치 (애니원, 챔프TV)
- 하야테처럼 (애니맥스) - 사가노미야 이스미, 아즈마미야 코타로, 쿠즈하 키리카
- 하얀마음 백구 (SBS)
- 헌터X헌터 (애니원) - 아나운서 2
- 홍길동 어드벤처 (SBS) - 정실부인
- 쁘띠쁘띠 뮤즈(KBS) - 안상태, 자뻑 2, 한유진
- 시크릿 새터데이(카툰네트워크) - 드루 새터데이
- 나의 파트라슈(투니버스) - 해설
- 반드레드(챔프) - 에즈라
- 스킵비트(애니맥스) - 아키 쇼코
- 유리함대(애니맥스) - B.B.
- 솔티레이(애니맥스) - 미란다
- 두리둥실 뭉게공항(KBS) - 윙키, 보투
- 사일런트 뫼비우스(애니맥스) - 야미구모 나미
- 스트라토스 4(애니맥스) - 도이 시즈하
- 용자왕 가오가이가 FINAL(애니박스) - 빠삐용 느와르 / 광룡 / 코모리 레이코
- 개그만화 보기 좋은 날(애니박스)
- 은발의 아기토(애니박스) - 제시카
- 흑신(애니박스) - 케이타 엄마
- 불개 천둥이(MBC)
- 로봇전사 감마(투니버스) - 강세미
- 원피스(대원방송) - 모네
- 별나라친구 올리(투니버스) - 조위
- 초광속 그랜돌(투니버스) - 진아
- 사이버시티 오에도 808(투니버스)
- 천방지축 이나탁구부(투니버스) - 모마리
- 캡틴 날개(스페이스툰)
- 오프사이드(스페이스툰) - 이유미
- 배트맨 : 조커의 귀환(카툰네트워크) - 메리 / 할리
- 바다소년 오대양(KBS) - 헤라
- 제로의 사역마(애니맥스) - 셰필드
- 택틱스(애니맥스) - 스자쿠인 교코
- 이트맨(투니버스) - 사신
- 이트맨 98(투니버스)
- 체포하겠어(투니버스)
- 츠바사 크로니클(투니버스) - 오루하
- 몬스터(투니버스) - 여주인
- 눈의 여왕(애니원)
- 까이유의 이야기 나라(투니버스) - 이야기꾼
- 나의 지구를 지켜줘(투니버스)
- 꽃보다 남자(투니버스) - 초원 엄마
- 멜티랜서(투니버스)
- 바이스 크로이츠(투니버스) - 김후남 / 바먼
- 은장기공 오디안(투니버스) - 모니카
- 꾸러기 닌자 토리(디즈니채널) - 달래
- 골판지 전사 더블(투니버스) - 최반
- 극장판 썬더일레븐 GO VS 골판지 전사 W - 최반
- 아이엠 몽니(SBS)
- 마당을 나온 암탉(SBS) - 짹
- 빨간 자전거(KBS) - 마을 사람
- 공룡시대 : 작은 공룡 소동(카툰네트워크) - 리틀풋
- 토리코 극장판 : 출발! 구르메 어드벤처(카툰네트워크) - 베크
- 응까 소나타(MBC)
- 터보(MOVIE) - 번
- 드래곤볼 Z 극장판(MOVIE) - 피라후
- 꼬마버스 타요(EBS) - 포코 / 티치 / 나나 / 제이
- 빠삐에 친구(EBS) - 리코
- 슈퍼와이(EBS) - 빨간 암탉
- 요술공주 세리(EBS) - 카부
- 정글북(EBS) - 모글리
- 트리푸톰(EBS) - 톰
- 레고 시티 어드벤처 - 프레야
- 리틀 프린세스 소피아 (디즈니주니어) - 미린다
- 꼬마의사 맥스터핀스 (디즈니주니어) - 핼리
- 괴짜가족 괴담일기 (디즈니채널) - 메이블 파인즈(재더빙판: 송태리)
- 리나는 뱀파이어 (디즈니주니어) - 그레고리아
- 로보텍스(KBS) - 경희 / 기함컴퓨터
- 출동! 포돌이가 간다(SBS) - 최고
- 터닝메카드 W (KBS) - 요타, 크라켄
- 터닝메카드 W: 반다인의 비밀 (투니버스) - 요타, 크라켄
- 터닝메카드 W 미정 (KBS) - 요타, 크라켄
- 빠샤메카드(시즌1, 2) (투니버스) - 마이트, 키리온, 이프리트
- 또봇 V 2기 (KBS) - 필승 엄마
- 몬스터 근무일지 (디즈니+) - 커터
- 롱롱죽겠지? 2 - 차우 예정중
- 똘똘이의 그림일기 동요 (KBS) - 엄마, 냥이
- 매직팬던트 대모험 - 마악, 할머니
- 앨리스의 이상한 나라 베이커리 (디즈니+) - 키키
- 긴급 구조 친구들 (디즈니+) - 베스, 마리나
- 메탈카드봇S 강철의 귀환 (EBS) - 스카이갤럽

### 극장용 애니메이션
- 마이펫의 이중생활 2 - 데이지
- 언더독 - 아리, 애꾸 시츄
- 코코 - 이멜다 리베라
- 트롤 - 셰프 역
- 앵그리 버드 2: 독수리 왕국의 침공 - 제타
- 온워드: 단 하루의 기적 - 로렐 라이트풋
- 극장판 요괴워치: FOREVER FRIENDS - 송이 할머니
- 소울 - 테리
- 라야와 마지막 드래곤 - 비라나
- 스트레스 제로 - 한숙희 / 장영민
- 퍼피 구조대 더 무비 - 주마
- 엔칸토: 마법의 세계 - 줄리에타 마드리갈
- 메이의 새빨간 비밀 - 밍/어린 밍
- 엘리멘탈 - 신더
- 위시 - 사키나
- 영화 스미코구라시 - 푸른 달밤의 마법의 아이
- 엘리오 - 박물관 전시 해설

### 외화
- 반헬싱(KBS) - 베로나(실비아 콜로카)
- 챠이라이 미녀특공대(KBS) - 미키
- 터미널(KBS) - 토레스(조 샐다나)
- 피크닉(KBS) - 크리스틴(엘리자베스 윌슨)
- 귀향(KBS) - 쏠레(롤라 두에냐스)
- 그레이 아나토미(KBS) - 크리스티나(산드라 오)
- 셜록 시즌 4(KBS) - 유러스(시안 브룩/인디카 왓슨)
- 알츠하이머 케이스(KBS) - 아냐(데보라 오스트레가) / 판 캄프의 딸(아나이스 테라인)
- 챈스 일병의 귀환(KBS) - 스트로블의 딸(루비 제린스) / 애니(세라 톰프슨)
- 꼬마 니콜라(KBS) - 조프루아(샤를 바이옹)
- 천국의 속삭임(KBS) - 발레리오(안드레아 구쏘니) / 에토레의 친구(미셸 로리오)
- 트랜스포머2(KBS) - 알씨(그레이 디리즐) / 엘리스(이사벨 루카스)
- 허트 로커(KBS) - 베컴(크리스토퍼 사예그) / 코니(에반젤린 릴리)
- 그레이티스트(KBS) - 애슐리(조 크라비츠)
- 이퀼리브리엄(SBS) - 존의 아들(매튜 하버)
- 메디컬 인베스티게이션(PSB)
- 테이큰(KBS) - 킴(매기 그레이스)
- 데미지(KBS) - 오르티즈(마야 데이즈)
- 허리케인 카터(KBS)
- 찰리 제이드(KBS) - 조디(안너케 바이더반)
- 웨딩 크래셔(KBS) - 제니스(스테파니 네빈)
- 산딸기(KBS) - 샬롯타(군넬 린드블롬)
- 바그다드 카페(KBS) - 야스민(마리안느 제거브레히트)
- 어글리 멜라니(KBS) - 블랑딘(조시핀 드 모)
- 트리플 엑스(KBS) - 젠더의 친구(이브) / NSA 요원(메리 팻 그린)
- 헌티드(KBS) - 로레타(제나 보이드) / 시민
- 애니멀(KBS)
- 쥬만지(EBS) - 피터 셰퍼드(브래들리 피어스)
- 마디타와 리사벳(EBS) - 알바(리스 닐하임)
- 칼라의 소망(EBS) - 매스모르텐(니콜라지 스퇴브링 한센)
- 빨간 머리 앤(영어판)(EBS) - 다이애나(슈이러 그랜트)
- 시끌벅적 마을의 아이들 - 여름 그리고 가을(EBS) - 라쎄(크리스핀 딕손 벤데니우스)
- 시끌벅적 마을의 아이들 - 겨울 그리고 봄(EBS) - 라쎄(크리스핀 딕손 벤데니우스)
- 더 라인(MBC) - 오르탕스 라르쉐(오드리 플루토)/마리 제르맹(나드 디유)
- 피막(KBS) - 낙(다위까 호네)
- 고래의 노래(EBS) - 지아 엄마(잔느 모리)
- 크리스마스 살인(EBS) - 뒤프레 부인
- 대마법사 멀린(KBS) - 모건(헬레나 본햄 카터)
- 이브(EBS) - 메리(제인 애셔)
- 미션 임파서블: 폴아웃(KBS) - 에리카 슬론(앤절라 배싯)
- 어벤져스: 인피니티 워 - 가모라(조 샐다나)
- 덤보 - 아틀라티스(샤론 루니)
- 닥터 두리틀 - 댑댑(오리)
- 크루엘라 - 남작부인(바로네스)(엠마 톰슨)

### 내레이션
- VJ클럽 (KBS)
- VJ특공대 (KBS)
- 리빙쇼 당신의 여섯시 (KBS)
- 별난 부부 이야기 (CJB)
- 오천만의 일급비밀 (KBS)

### 게임
- 에이지 오브 코난 - 알리사
- 사이퍼즈 - 타라, 레나
- 클로저스 - 하피
- 오버워치 - 메이
- 스타크래프트: 리마스터 - 수송선 (Dropship)
- 승리의 여신: 니케 - 레드후드
- 쿠키런:킹덤 - 서리여왕 쿠키

### 광고
- 앵그리버드

### 안내방송
- 서울, 인천광역시, 경기도 일부 지역 등의 시내버스(마을버스 제외) 정류장 안내방송(한국어)
- 광주광역시 도시철도공사 광고 및 보조방송
- 맵퍼스 아틀란지도 음성안내 성우. 2010년 11월경 정기 업데이트를 통해 기존 음성안내 성우에서 전숙경 성우로 교체되어 현재까지 음성안내를 맡고있다. (2010년 11월 ~ 현재)
- 신분당선 열차 내 기타음성광고 안내방송

## TV 출연
- 공통점을 찾아라(SBS) - 2008년 7월 4일 출연
- 1 VS 100(KBS) - 2009년 3월 3일 출연
- KBS 아침뉴스타임(KBS) - 2012년 8월 29일 출연
- 라디오 여행기(토스카나)(KBS 제3라디오)
- 연속낭독(오늘도 행복합니다)(KBS 제3라디오)
- 굿모닝 대한민국(KBS)